# Peklov
Peklov je potok, levostranný přítok Volyňky. Pramení na jihovýchodních svazích vrchu Zahájený, severně od vsi Vrbice, v nadmořské výšce 725 m, uváděn je i blízký pramen pod hájovnou Korytský v nadmořské výšce 750 m u Zálesí. Převážně teče severovýchodním směrem. V horním toku je koryto úzké a kamenité, od Nihošovic je údolí potoka širší. Východně od Nemětic ústí Peklov do Volyňky v nadmořské výšce 428 m.
Peklov odvodňuje území o rozloze 80,5 km², délka toku je 18,3 km a průměrný průtok je 360 l/sec.
Potok protéká krajinou Šumavského podhůří, přičemž v horní části má kamenité dno a je lemován lesy, zatímco v dolním toku protéká hlavně loukami. Údolím potoka vede silnice 2. třídy č. 170, která kopíruje jeho tok a několikrát jej překonává mosty.

## Přítoky

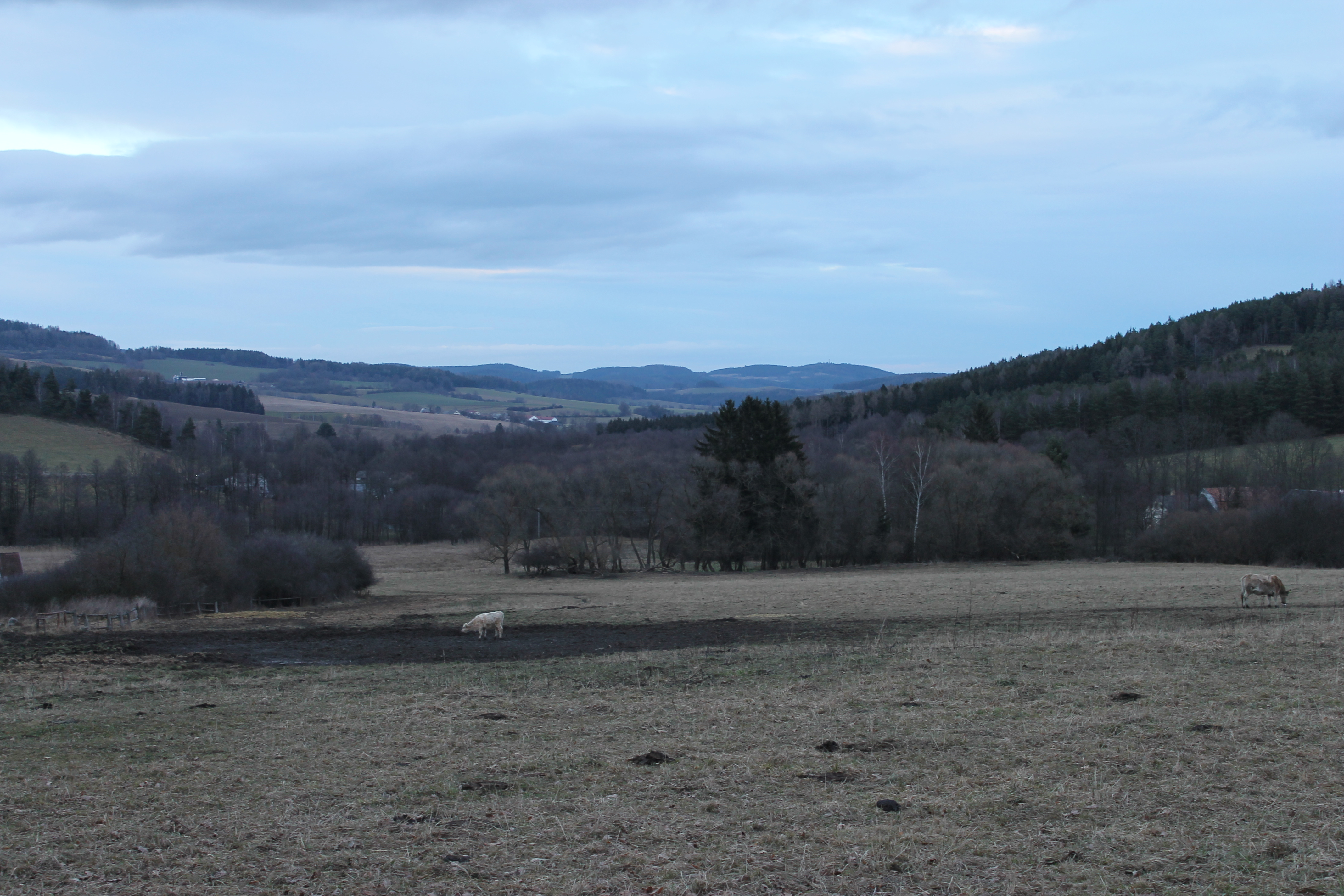
Údolí Peklova u Chvalšovic

- Mezi pravostranné přítoky patří: Přečínský potok u Přečína, Čestický potok u Češtic, Nuzínský potok u Doubravice[1]
- Mezi levostranné přítoky patří: Božetín u Chvalšovic, Hoslovický potok u Střídky, Němčický potok taktéž u Střídky, Nihošovický potok u Nihošovic[1]